# Вунга Лило
Вунга Лило (енгл. Vunga Lilo; 28. фебруар 1983) тонгански је рагбиста који тренутно игра за француског друголигаша Монтаубан. Играо је на три светска првенства (2007, 2011, 2015). Бранио је боје Тонге укупно 42 пута.